# 1985 год в музыке

## События
- В Зал славы композиторов были включены Джерри Лейбер и Майк Столлер, Крис Кристоферсон, Фред Роуз, Кэролин Ли, Боб Крейв, Дон Рэй, Джин Де Пол, Сол Чаплин и Чарльз Страуз.
- На экраны вышел американо-испанский фильм ужасов «Повелитель собак» (имеет два варианта названия: «Monster Dog» и «Leviatán») с Элисом Купером в главной роли. Картина была снята в 1984 году в испанском городе Торрелодонес, близ Мадрида.
- Видеоклип христианской рок-группы «DeGarmo & Key» на песню «Six, Six, Six» был запрещён к показу на MTV из-за сцен жестокости и насилия. Однако позже руководство телеканала позволило музыкантам выпустить переизданную версию клипа и вернуло его в эфир. Из него был вырезан фрагмент, в котором мужчина опрокидывает горящую бочку на Антихриста и тот загорается. Он был заменён другой сценой, в которой Антихрист держит в левой руке магический шар.
- Концертная программа Валерия Леонтьева «Наедине со всеми». Вследствие очередей за билетами на нескольких центральных улицах Ленинграда останавливается транспортное движение. 10 концертов.
- Начало Цифровой Эры на Ямайке.
- Распалась финская рок-группа Hanoi Rocks.
- Легендарный благотворительный концерт Live Aid 13 июля на стадионе Уэмбли в Лондоне и на стадионе им. Джона Ф. Кеннеди в Филадельфии.
- Летом (с 27 июля по 3 августа) в Москве прошёл «XII Всемирный фестиваль молодёжи и студентов» в концертной программе которого принимала участие группа «Земляне», на разогреве перед «Землянами» в тех концертах выступали будущие звёзды 90-х — британская группа «Everything but the Girl».[1]

## Хронология
- 28 января — Участники музыкального коллектива, состоящего из более чем 40 разных исполнителей и собравшего в себя таких звёзд как Дэн Эйкройд, Рэй Чарльз, Боб Дилан, Майкл Джексон, Билли Джоэл, Синди Лаупер, Бетт Мидлер, Вилли Нельсон, Лайонел Ричи, Смоки Робинсон, Кенни Роджерс, Дайана Росс, Пол Саймон, Брюс Спрингстин, Тина Тёрнер, Гарри Белафонте, Дайон Уорвик, Вэйлон Дженнингс, Боб Гелдоф и Стиви Уандер, объединились под именем «USA for Africa» для записи песни «We Are the World»
- 31 января — Участники R’n’B группы «The Commodores» выпустили хит-сингл «Nightshift», трибьют (посвящение) двум соул-певцам, трагически ушедших в 1984 году — Марвину Гэю и Джеки Уилсону.
- 16 февраля — У рок-певицы Пэт Бенатар и её мужа, гитариста Нила Джиральдо, родилась первая дочь Хэйли Игана
- 28 февраля — От последствий тяжёлой формы алкоголизма скончался первый вокалист «Uriah Heep» Дэвид Байрон
- 23 марта — Билли Джоэл женился на супермодели и актрисе Кристи Бринкли (до этого снявшейся в клипе на его песню «Uptown Girl»). Брачная церемония проходила на яхте, плывущей по реке Гудзон, неподалёку от Статуи Свободы. На свадьбе присутствовало около 175 друзей и родственников. Среди гостей были также такие именитые музыканты, как Пол Саймон и «Stray Cats».
- 25 марта — Принс победил в номинации «Лучшая запись песни к фильму» и получил премию «Оскар» за лучшую музыку к фильму «Пурпурный дождь»
  - У вокалистки «The Pretenders» Крисси Хайнд и её мужа, лидера группы «Simple Minds» Джима Керра родилась дочь Ясмин
- 28 марта — Восковая фигура Майкла Джексона была выставлена в музее мадам Тюссо в Лондоне, Великобритания
- 1 апреля — После долгих месяцев ссор и выяснений отношений Дэвид Ли Рот уходит из «Van Halen» для того, чтобы начать сольную карьеру[2]
- 13 мая — «Nazareth» выступили с концертом в Лондоне, в театре «Кэмден Пэлас» (The Camden Palace, ныне KOKO). Концерт был заснят на плёнку, сначала его выпустили на VHS, а затем на DVD в серии «Live from London»
- У «Dire Straits» вышел пятый студийный и наиболее коммерчески успешный альбом «Brothers in Arms»
- 29 мая — В ходе полугодового турне «The 'No Jacket Required' World Tour 85» в поддержку третьего сольного альбома «No Jacket Required», Фил Коллинз провёл концерт на «Реюнион Арене» (Reunion Arena) в Далласе, штат Техас. Концерт был заснят на плёнку и издан в формате VHS под названием «No Ticket Required» 2 июня 1992 года. Программа также выпускалась на лазердисках
- 1 августа — Майкл Джексон выкупил авторские права на большинство песен «The Beatles» за 47 миллионов долларов, что в свою очередь сильно не понравилось Полу Маккартни, Джорджу Харрисону и Ринго Старру
- 16 августа — В свой 27-й день рождения, Мадонна вышла замуж за актёра Шона Пенна. (Они окончательно развелись 14 сентября 1989 года)
- 13 сентября — В Нью-Йорке, в Радио-Сити Мюзик-холле прошла вторая ежегодная церемония MTV Video Music Awards, ведущим шоу был Эдди Мёрфи. «Лучшим видеоклипом года» был признан «The Boys of Summer» Дона Хенли. Приз за «Лучшее мужское видео» был вручён Брюсу Спрингстину за клип «I’m on Fire», в номинации «Лучшее женское видео» победу одержала Тина Тёрнер с видео на песню «What’s Love Got to Do with It», а в номинации «Лучший новый артист» победила бостонская нью-вейв группа 'Til Tuesday с роликом «Voices Carry»
- 22 сентября — В городе Шампань, шт. Иллинойс, состоялся первый благотворительный концерт, проводимый для оказания помощи фермерам «Farm Aid»
- 31 октября — Официальный день рождения группы Ария
- 8 ноября — У супружеской пары Оззи и Шэрон Осборнов родился третий ребёнок — сын Джек
- 29 декабря — У Билли Джоэла и его жены Кристи Бринкли родилась дочь Алекса Рэй

## Образовавшиеся группы
- Carcass
- Объект насмешек
- Инструкция по выживанию
- KBC Band
- Radiohead
- Raft
- Stormtroopers of Death
- Ария
- Guns N' Roses
- Бригадный подряд
- Огнетушитель
- Чайф

## Выпущенные альбомы
См. также категорию музыкальных альбомов 1985 года.
- Overpower (Den Harrow)
- Get Your Kicks (Fancy)
- Evolution[англ.] (Scotch)
- Hot Girls - Bad Boys (Bad Boys Blue)
- Please (Pet Shop Boys)
- 3-Way Tie (For Last) (Minutemen)
- 7800 Fahrenheit (Bon Jovi)
- 10 from 6 (Bad Company)
- A Classic Case (Jethro Tull, LP)
- A Diamond Hidden in the Mouth of a Corpse (Giorno Poetry Systems)
- A Sense of Wonder (Ван Моррисон)
- Across a Crowded Room (Ричард Томпсон)
- Afterburner (ZZ Top)
- Alternating Currents (Spyro Gyra)
- Ancient Artifacts (D.I.)
- Armed and Dangerous (Anthrax)
- Around the World in a Day (Prince and the Revolution)
- Asylum (Kiss)
- Backwaxed (Anvil)
- Bad Moon Rising (Sonic Youth)
- Be Yourself Tonight (Eurythmics)
- Beat Happening (Beat Happening)
- Begegnungen II (Eno, Moebius, Roedelius, Plank)
- Behind the Sun (Эрик Клэптон)
- Bestial Devastation (Sepultura, Overdose)
- Biograph (Боб Дилан, Box Set)
- Bites (Skinny Puppy)
- The Blasting Concept Vol. 2 (Разные исполнители, сборник)
- Bo Diddley & Co. — Live (Бо Диддли)
- Bonded by Blood (Exodus)
- Boy in the Box — (Corey Hart)
- The Breakfast Club OST
- Bring Me the Head of Yuri Gagarin — (Hawkwind, концертный альбом)
- Brothers in Arms (Dire Straits)
- Centerfield (Джон Фогерти)
- Cesty (Яромир Ногавица)
- Christmas Time — (Chris Stamey)
- The Chronicle of the Black Sword (Hawkwind)
- Clan of Xymox (Clan of Xymox)
- Come Out And Play (Twisted Sister)
- Company Of Justice (Play Dead)
- Cosi Fan Tutti Frutti (Squeeze)
- Cuori agitati (Эрос Рамаццотти)
- Cupid & Psyche 85 (Scritti Politti)
- Cut the Crap (The Clash)
- Dare to Be Stupid («Странный Эл» Янкович)
- Delirious Nomad (Armored Saint)
- Diamond Life (Sade)
- Disturbing the Peace (Alcatrazz)
- Done with Mirrors (Aerosmith)
- Don't Stand Me Down (Dexys Midnight Runners)
- Down for the Count (Y&T)
- Dream Into Action (Говард Джонс)
- The Dream of the Blue Turtles (Стинг)
- El Condor Pasa (Los Incas)
- Emperor's Return (Celtic Frost, EP)
- Endless Pain (Kreator)
- Everybody’s Crazy (Майкл Болтон)
- Empire Burlesque (Боб Дилан)
- Fables of the Reconstruction (R.E.M.)
- Falco 3 (Фалько)
- Father's House (Dreams So Real)
- Fear and Whiskey (Mekons)
- Fear No Evil (Grim Reaper)
- Fear of Tomorrow (Artillery)
- Feel the Fire (Overkill)
- Fight to Survive (White Lion)
- The Firm (The Firm)
- First and Last and Always (The Sisters of Mercy)
- The Firstborn Is Dead (Nick Cave and the Bad Seeds)
- Flash (Джеф Бек, LP)
- Fly on the Wall (AC/DC)
- For The Working Class Man (Jimmy Barnes)
- Folksinger (Phranc)
- Frankenchrist (Dead Kennedys)
- Freaky Styley (Red Hot Chili Peppers, LP, 16 августа)
- The Fury (Гэри Ньюман)
- Futile Combat (Skeletal Family)
- Garista (zoviet*france:, переиздание)
- Go West (Go West)
- Gravity (Kenny G)
- Greatest Hits (The Cars)
- Halber Mensch (или ½ Mensch) — (Einstürzende Neubauten)
- Hallelujah All the Way Home (The Verlaines)
- Hawkwind Anthology (Hawkwind)
- The Head on the Door (The Cure)
- Heart (Heart)
- The Heart of the Matter (Кенни Роджерс)
- Hell Awaits (Slayer)
- Hellbound (Warlock)
- Helloween (Helloween, EP)
- Here's to Future Days (Thompson Twins)
- Hero (Clarence Clemons & the Red Bank Rockers)
- Horror Epics (The Exploited)
- Horse Bites Dog Cries (D.I.)
- Hounds of Love (Кейт Буш)
- Hunting High and Low (a-ha)
- I Am The Night (Pantera)
- Ice on Fire (Элтон Джон)
- In My Head (Black Flag)
- Inter*Face (Klaus Schulze)
- (Internationalist) — Our Favourite Shop — (The Style Council)
- Infernal Overkill (Destruction)
- Into The Fire Live (Play Dead)
- Invasion of Your Privacy (Ratt)
- Joan Lui (Адриано Челентано)
- Kingdom In The Streets (Dion DiMucci)
- Killing Is My Business... And Business Is Good! (Megadeth)
- The Last Command (W.A.S.P.)
- Le Parc (Tangerine Dream)
- Let’s Talk About Love (Modern Talking)
- Listen Like Thieves (INXS)
- Little Baggariddim (UB 40, EP)
- Little Creatures (Talking Heads)
- Live ?!*@ Like a Suicide (Guns N' Roses)
- Live After Death (Iron Maiden)
- Little Creatures (Talking Heads)
- Long Way to Heaven (Helix)
- Loose Nut (Black Flag)
- Lost and Found (Jason & the Scorchers)
- Love (The Cult)
- Love Bomb (The Tubes)
- Love You to Pieces (Lizzy Borden)
- Low-Life (New Order)
- Luxury Of Life (Five Star)
- Machine Age Voodoo (SPK)
- Mad Not Mad (Madness)
- Manilow (Барри Манилоу)
- Marching Out (Ингви Мальмстин)
- Messages from the Boys (The Boys)
- Meat Is Murder (The Smiths)
- Mental Notes (Bad Manners
- Metal Heart (Accept)
- Midnite Dynamite (Kix)
- Mike + The Mechanics (Mike + The Mechanics, дебютный альбом)
- Misplaced Childhood (Marillion)
- Mr. Bad Guy (Фредди Меркьюри)
- Music from the Edge of Heaven (Wham!) (UK)
- Nasty Savage (Nasty Savage)
- Nervous Night (The Hooters)
- New Day Rising (Hüsker Dü)
- The Night I Fell in Love — Luther Vandross
- The Night of the Crime (Icon)
- Night Time (Killing Joke)
- No Jacket Required (Фил Коллинз)
- No Muss...No Fuss (Donnie Iris)
- Off the Board (Ludichrist)
- Old Land (Cluster и Брайан Ино)
- One for the Road (April Wine)
- One Clear Moment (Линда Томпсон)
- Once Upon a Time (Simple Minds)
- Open Fire (Y&T)
- Original Masters (Jethro Tull)
- Our Favourite Shop (The Style Council)
- The Pacific Age (Orchestral Manoeuvres In The Dark)
- Possessed (Venom)
- Power of the Night (Savatage)
- Power Station (Power Station)
- Power Windows (Rush)
- The Process of Weeding Out (Black Flag)
- Википедия: Mersh (Minutemen)
- Promise (Sade)
- Psychocandy (The Jesus and Mary Chain)
- Rain Dogs (Том Уэйтс)
- Ready to Strike (King Kobra)
- Rescue You (Джо Линн Тёрнер)
- The Return....... (Bathory)
- The Right to Rock (Keel)
- Riptide (Роберт Палмер)
- Rough Cutt Rough Cutt
- Rum, Sodomy, and the Lash (The Pogues)
- Run for Cover (Гэри Мур)
- Sacred Heart (Dio)
- Salad Days (Minor Threat, EP)
- Say You Love Me (Дженнифер Холлидей)
- Scarecrow (Джон Мелленкамп)
- Scream for Help (Джон Пол Джонс)
- Seven Churches (Possessed)
- Seven the Hard Way (Pat Benatar)
- Shaken 'n' Stirred (Роберт Плант)
- Shamrock Diaries (Крис Ри)
- She's the Boss (Мик Джаггер)
- Silvertone (Крис Айзек)
- Superman (сингл) Алла Пугачёва, муз. Юрия Чернавского
- The First Album (Modern Talking)
- The Singles 81>85 (Depeche Mode)
- The Singles Collection (Spandau Ballet)
- So Red the Rose (Arcadia)
- Soldiers Under Command (Stryper)
- Some of My Best Jokes Are Friends (Джордж Клинтон)
- Songs from the Big Chair (Tears for Fears)
- Soul to Soul (Stevie Ray Vaughan & Double Trouble)
- Space Ritual Volume 2(Hawkwind, концертный альбом)
- Speak English or Die (Stormtroopers of Death)
- Spleen and Ideal (Dead Can Dance)
- Spoiled Girl (Carly Simon)
- Spreading the Disease (Anthrax)
- Starpeace (Йоко Оно)
- Stay Hard (Raven)
- Stella (Yello)
- Steve McQueen (Prefab Sprout, название в США «Two Wheels Good»)
- Suzanne Vega (Сюзанна Вега)
- Syirin Farthat (Elvy Sukaesih)
- The Best Of Elvy Sukaeish (Elvy Sukaesih)
- Talk about the Weather (Red Lorry Yellow Lorry)
- Telephone Free Landslide Victory (Camper Van Beethoven)
- That's Why I'm Here (Джеймс Тейлор)
- Theatre of Pain (Mötley Crüe)
- This is Big Audio Dynamite (Big Audio Dynamite)
- This Nation's Saving Grace (The Fall)
- Thunder in the East (Loudness)
- Thursday Afternoon (Брайан Ино)
- Tim (The Replacements)
- To Mega Therion (Celtic Frost)
- Two Hearts (Men at Work)
- The UB 40 File (UB40)
- Under Lock and Key (Dokken)
- Up on the Sun (Meat Puppets)
- U.T.F.O. (UTFO)
- VU (The Velvet Underground)
- Waiting for the Roar (Fastway)
- Walls of Jericho (Helloween)
- We Are the World (USA for Africa)
- Welcome to the Real World (Mr. Mister)
- Who’s Zooming Who (Арета Франклин)
- Wide Awake In America (U2)
- The Wishing Chair (10,000 Maniacs)
- Without Love (Black N' Blue)
- World Machine (Level 42)
- World Wide Live (Scorpions)
- Youthquake (Dead or Alive)
- Zaman — (Ebiet G. Ade)
- Дембельский альбом (ДК, LP)
- Ступени (Карнавал, LP)
- Время (ДДТ, LP)
- Мания величия (Ария)
- Невидимка (Nautilus Pompilius)
- Новая луна апреля (Муми Тролль)
- Шествие рыб (Телевизор)
- Энергия (Алиса, LP)
- Это не любовь (Кино, LP)
- Восемь дней недели (Левон Варданян)
- Поганая Молодежь (Гражданская Оборона)
- Ау, лабиринт (Земляне) магнитоальбом

## Продажи
- Самый продаваемый сингл в США (Billboard Hot 100) — «Careless Whisper» (Джордж Майкл)
- Самый продаваемый альбом в США (Billboard Top 200) — «Born in the USA» (Брюс Спрингстин), второе место — «Reckless» (Брайан Адамс), третье место — «Like a Virgin» (Мадонна)
- Самый продаваемый сингл в Великобритании — «The Power of Love» (Дженнифер Раш)
- Самый продаваемый альбом в Великобритании — «Brothers in Arms» (Dire Straits)

## Награды
- «Грэмми» за альбом года — Фил Коллинз за «No Jacket Required»
- «Грэмми» за запись года — Квинси Джонс за «We Are the World»
- «Грэмми» за песню года — «We Are the World»
- Лучшая песня согласно журналу Rolling Stone — «How Soon Is Now?» (The Smiths)

### Зал славы авторов песен
- Джин де Пол[3]
- Крис Кристофферсон[4]
- Кэролин Ли[5]
- Джерри Либер[6]
- Фред Роуз[7]
- Дон Рэй[англ.][8]
- Майк Столлер[9]
- Чарльз Строус[10]
- Сол Чаплин[англ.][11]

Награда Джонни Мерсера:
- Алан Джей Лернер[12]

Награда Сэмми Кана за жизненные достижения:
- Джон Хэммонд[13]

### Зал славы кантри
- Flatt and Scruggs[англ.] (Эрл Скраггс и Лестер Флэтт[англ.])[14]

## Лучшие песни года
- «One More Night» (Phil Collins)
- «Money For Nothing» (Dire Straits)
- «Road to Nowhere, And She Was» (Talking Heads)
- «Take on Me» (A-ha)
- «A View to Kill» (Duran Duran)
- «How Soon Is Now?» (The Smiths)

## Родились
- 1 января — Дония Самир Ганем — египетская актриса и певица.
- 16 января — Гинтарас Янушявичюс — литовский пианист.
- 17 января — Симона Симонс — нидерландская певица, вокалистка группы Epica.
- 25 января — Тина Кароль — украинская певица, актриса и телеведущая.
- 31 января — Oxxxymiron — российский рэпер.
- 19 февраля — Хейли Дафф — американская актриса и певица.
- 2 февраля — Юлия Михальчик — российская певица и телеведущая.
- 20 февраля — Юлия Волкова — российская певица.
- 6 марта — Елена Терлеева — российская певица.
- 9 марта — Noize MC — российский музыкант, рэпер, композитор и актёр.
- 8 апреля — Илья Прусикин — российский музыкант, видеоблогер, лидер и основатель группы «Little Big» (псевдоним «Ильич»).
- 12 апреля — Ольга Серябкина — российская певица.
- 18 апреля — Елена Темникова — российская певица.
- 2 мая — Лили Аллен — британская певица.
- 21 мая — Матиа Буэна — британская певица, бывшая участница группы «Sugababes».
- 27 мая — Валерия Кондра — российская телеведущая, поп-певица.
- 28 мая — Колби Кэйллат — американская поп-певица.
- 21 июня — Лана Дель Рей — американская певица и автор песен.
- 2 июля
  - Влатко Илиевски (ум. 2018) — македонский рок-певец и актёр.
  - Эшли Тисдейл, американская актриса и певица.
- 27 июля — Young Dolph (ум. 2021) — американский рэпер.
- 2 августа — Джиган — российский рэпер.
- 4 августа  — Даша Астафьева — украинская модель, певица, телеведущая, актриса, солистка группы NikitA.
- 15 августа — Нипси Хассл (ум. 2019) — американский рэпер.
- 3 сентября — Татьяна Котова — российская певица, солистка российской женской поп-группы «Queens», бывшая солистка украинской поп-группы «ВИА Гра» (2008—2010).
- 4 сентября — Юлдашева, Лола Равшанбековна — узбекская певица, автор песен и актриса.
- 17 сентября  — Бьянка — белорусская и российская R&B-певица, автор песен, музыкальный продюсер, танцовщица и телеведущая.
- 18 сентября — Джино (ум. 2023) — российский рэпер, создатель и участник рэп-группы «1000 слов».
- 1 октября — Porcelain Black — американская поп-рок певица.
- 8 октября
  - Elliphant — шведская певица, рэпер и автор песен.
  - Bruno Mars — американский певец, автор песен, музыкальный продюсер, мультиинструменталист.
- 9 октября — L’One — российский певец, рэпер.
- 10 октября — Marina and the Diamonds — британская (валлийская) певица и композитор греческого происхождения.
- 1 ноября — Малика — российская эстрадная певица и актриса.
- 30 ноября  — Мицусима, Хикари — японская певица и актриса.

## Скончались
- 29 января — Дон Рэй[англ.] (75) — американский автор песен
- 8 апреля — Джон Фредерик Кутс[англ.] (87) — американский автор песен
- 3 сентября — Джонни Маркс[англ.] (75) — американский автор песен
- 24 ноября — Биг Джо Тёрнер (74) — американский блюзмен
- 3 декабря — Лев Абелиович (73) — белорусский советский композитор
- 12 декабря — Иэн Стюарт (47) — шотландский клавишник, сооснователь группы The Rolling Stones
- 31 декабря — Рики Нельсон (45) — американский певец, музыкант и автор песен